# Saint-Dézéry
Saint-Dézéry (okzitanisch: Sent Desèri) ist eine französische Gemeinde mit 459 Einwohnern (Stand: 1. Januar 2022) im Département Gard in der Region Okzitanien. Sie gehört zum Arrondissement Nîmes und zum Kanton Uzès. Die Einwohner werden Sauzetiers genannt.

## Geografie
Saint-Dézéry liegt etwa 20 Kilometer nordnordöstlich des Stadtzentrums von Nîmes und etwa 20 Kilometer südsüdöstlich von Alès. Die Nachbargemeinden von Saint-Dézéry sind Castelnau-Valence im Westen und Norden, Collorgues im Nordosten und Osten, Garrigues-Sainte-Eulalie im Südosten, Saint-Chaptes im Süden sowie Moussac im Südwesten.

## Bevölkerungsentwicklung
| Jahr                       | 1962 | 1968 | 1975 | 1982 | 1990 | 1999 | 2006 | 2020 |
| -------------------------- | ---- | ---- | ---- | ---- | ---- | ---- | ---- | ---- |
| Einwohner                  | 151  | 158  | 138  | 146  | 220  | 251  | 316  | 462  |
| Quellen: Cassini und INSEE |      |      |      |      |      |      |      |      |

## Sehenswürdigkeiten
- katholische Kirche Saint-Didier
- protestantische Kirche

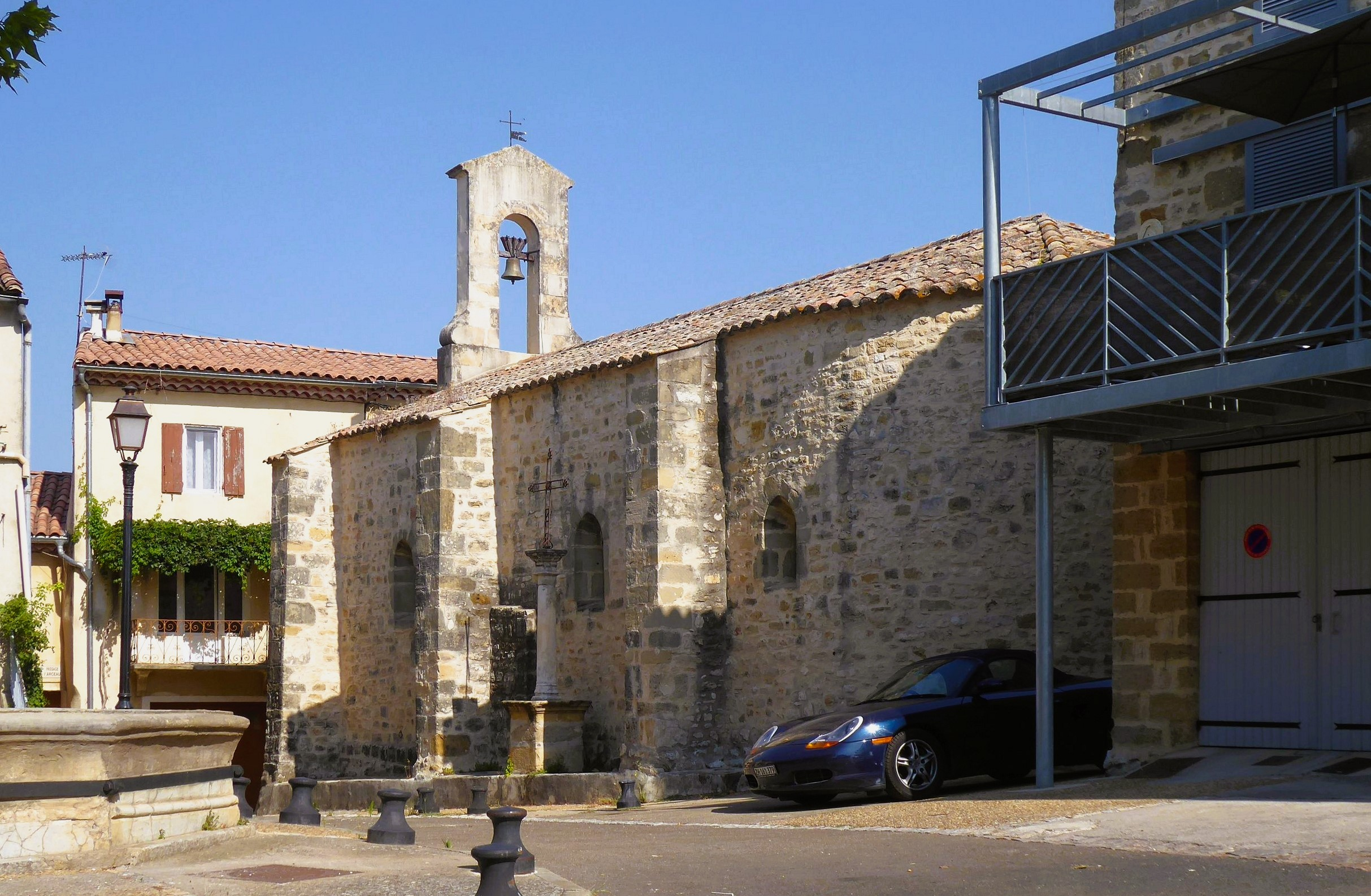
Kirche Saint-Didier im Ortskern
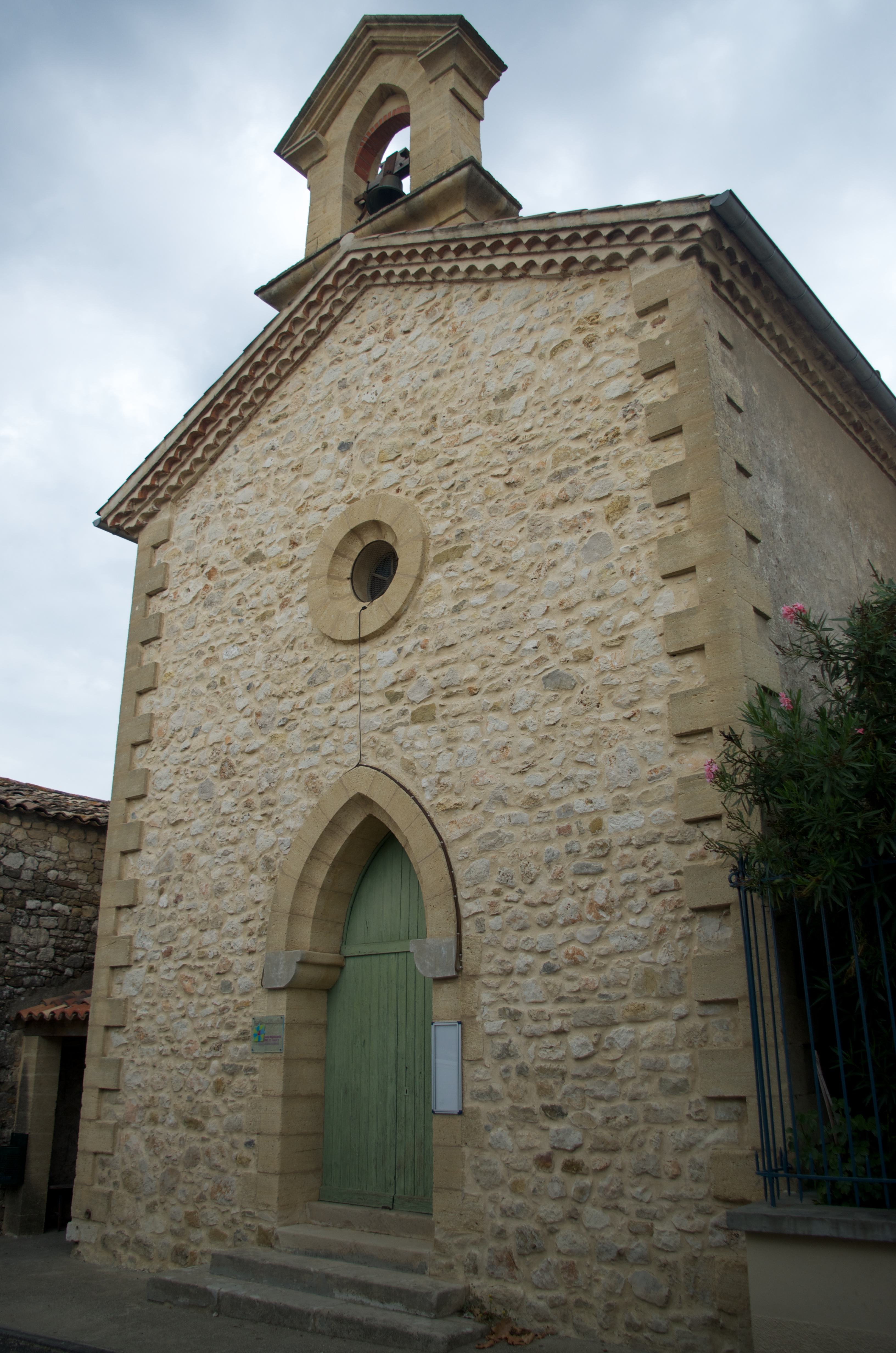
Protestantische Kirche